# گربه ساوانا
گربه ساوانا (به انگلیسی: Savannah cat) یک نژاد دورگه نو و شگفت‌انگیز از گربه‌های خانگی است که دست‌آمد آمیزش یوزگربه (سروال؛ یک نوع گربه وحشی از آفریقا) با گربه خانگی است.
گربه ساوانا می‌تواند تا ۱٫۲ متر طول داشته باشد و طول شانه آن تا ۴۵ سانتی‌متر می‌تواند برسد.
این نژاد از گربه‌ها بازیگوش، فعال و اجتماعی‌اند.

## گربه آشرا
آشرا یکی دیگر از نژادهای «طراحی‌شده» برای پول‌داران است. آشرا ترکیبی از یوزگربه آفریقایی، پلنگ آسیایی و گربه اهلی است که می‌تواند تا ۳۰ پوند وزن داشته باشد. آشرا به اندازه برخی گربه‌ها گوشه‌گیر نیست، بسیار خوش‌صدا است و می‌تواند درها را باز کند و با قلاده راه برود.